# Cá nàng hương
Cá nàng hương (danh pháp hai phần: Chitala blanci), là một loài cá thuộc họ Notopteridae. Nó được tìm thấy ở Lào, Campuchia, Thái Lan và Việt Nam, trong lưu vực sông Mê Kông.

## Hình ảnh

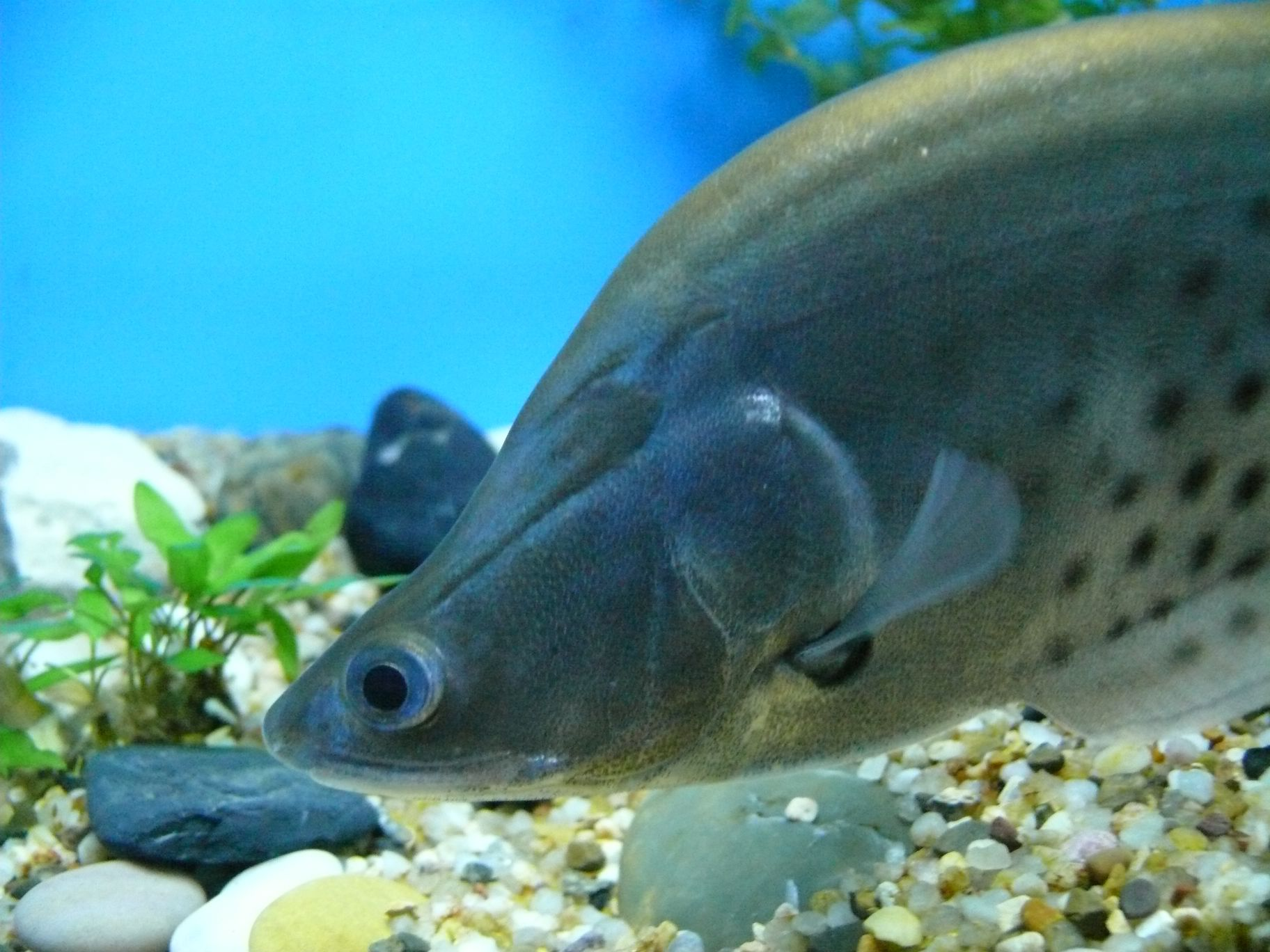